# سانتور

موزائیک سانتور'، در سدهٔ ۱۸ میلادی در مخروبهٔ ویلای تاریخی متعلق به امپراتور هادریانوس در نزدیکی تیوولی، ایتالیا پیدا شد. توافق گسترده‌ای در میان باستان‌شناسان وجود دارد که موزائیک سانتور از یک اثر یونانی (یا نقاشی پانلی یا موزائیک) از عصر هلنیستی الهام گرفته‌شده باشد. این اثر اکنون در مالکیت موزه کهن در برلین قرار دارد.

قنطورس یا سِنتور (به یونانی: Κένταυρος)، در میان اساطیر یونان جزو معروف‌ترین موجودات افسانه ای است.
قنطورس موجودی است نیمی انسان و نیمی اسب، با سر و دو دست و بالاتنه انسان و بدن و چهار پای اسب، به این شکل که قسمت انسانی از قسمتی که گردن اسب باید شروع می‌شد، جایگزین شده‌است.
از دیدگاه تاریخی، قنطورس یا سنتاروس نام یکی از اقوام یونان قدیم است که در کوهستان‌های اطراف کوهستان پلیون زندگی می‌کردند و هنر یونان آنان را به صورت نیم انسان و نیم اسب نشان می‌داد، این تصور یا به دلیل این بوده‌است که ایشان سرشتی توحش آمیز داشته‌اند یا از آن رو که در سوارکاری مهارت بسیار داشته و سخت توانا بودند به‌صورتی که اسب و سوار به‌صورت حیوانی واحد تصور می‌شدند.
قنطورس یا سنتور، نام اَخلاف ایکسیون، پادشاه لاپیت‌ها، بود. ایکسیون به خاطر قتل پدر معشوقه‌اش، عذاب وجدان داشت. زئوس بر او ترحم کرد و او را به کوه المپ برد. اما ایکسیون عاشق هِرا همسر زئوس شد. زئوس از ماوقع مطلع شد و ابری را به شکل هرا به سراغ ایکسیون فرستاد. از نزدیکی ایکسیون و این ابر موجودی به اسم سانتاروس به دنیا آمد و از آمیزش او با مادیان‌های کوه پلیون، تمام قنطورس‌ها به وجود آمدند. اکثر آن‌ها موجوداتی رام نشده و وحشی بودند و به مستی و مسائل شهوانی شهرت دارند. تنها استثناء در این میان قنطورس خردمند کیرون بود.

## سنتورها در داستان‌های امروزی

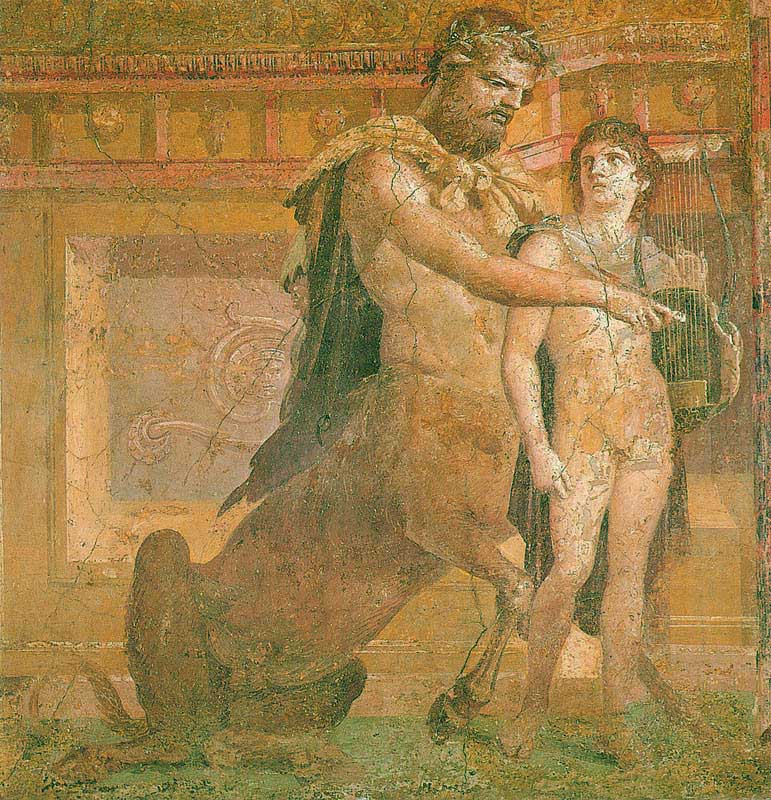
نقاشی معلم آشیل را نشان می‌دهد که به قهرمان جوان نواختن چنگ را می‌اموزد. موزه ی ملی باستان شناسی ناپل.

در مجموعهٔ هری پاتر، سنتورها نقش خاصی دارند. در کتاب جانوران شگفت‌انگیز و زیستگاه آن‌ها به قلم جی.کی. رولینگ که در مورد موجودات خیالی مجموعه هری پاتر است، آمده‌است:

سانتورها قدرت تکلم انسان را دارند و در رنگ‌های گوناگون یافت می‌شوند. سانتورها با روش‌های ویژه‌ای از دید انسان‌ها مخفی می‌مانند. همچنین آن‌ها در جنگل زندگی می‌کنند و زیستگاه اصلیشان کشور یونان است.
سانتورها روش‌های ویژه‌ای در استتار و مخفی ماندن دارند که این روش‌ها هنوز در پرده‌ای از ابهام قرار دارد.
آن‌ها به صورت قبیله‌ای زندگی می‌کنند و از علومشان برای زندگی استفاده می‌کنند. سانتورها بر علوم سحرآمیز شفا و پیش گویی و همچنین نجوم تسلط خاصی دارند.
تیراندازی سانتورها با تیر و کمان زبانزد خاص و عام است. اکثر سانتورها از برخورد و معاشرت با انسان‌ها خشنود نمی‌شوند، خود را بسیار برتر از انسان می‌دانند و با انسان برخورد خوبی ندارند. تنها سانتور نیک‌رفتار اساطیر یونان کیرون نام داشت که آموزگار بسیاری از پهلوانان یونان، من‌جمله آشیل، یاسون و آکتئون بود که با تیر هراکلس از پای درآمد.

## نگارخانه

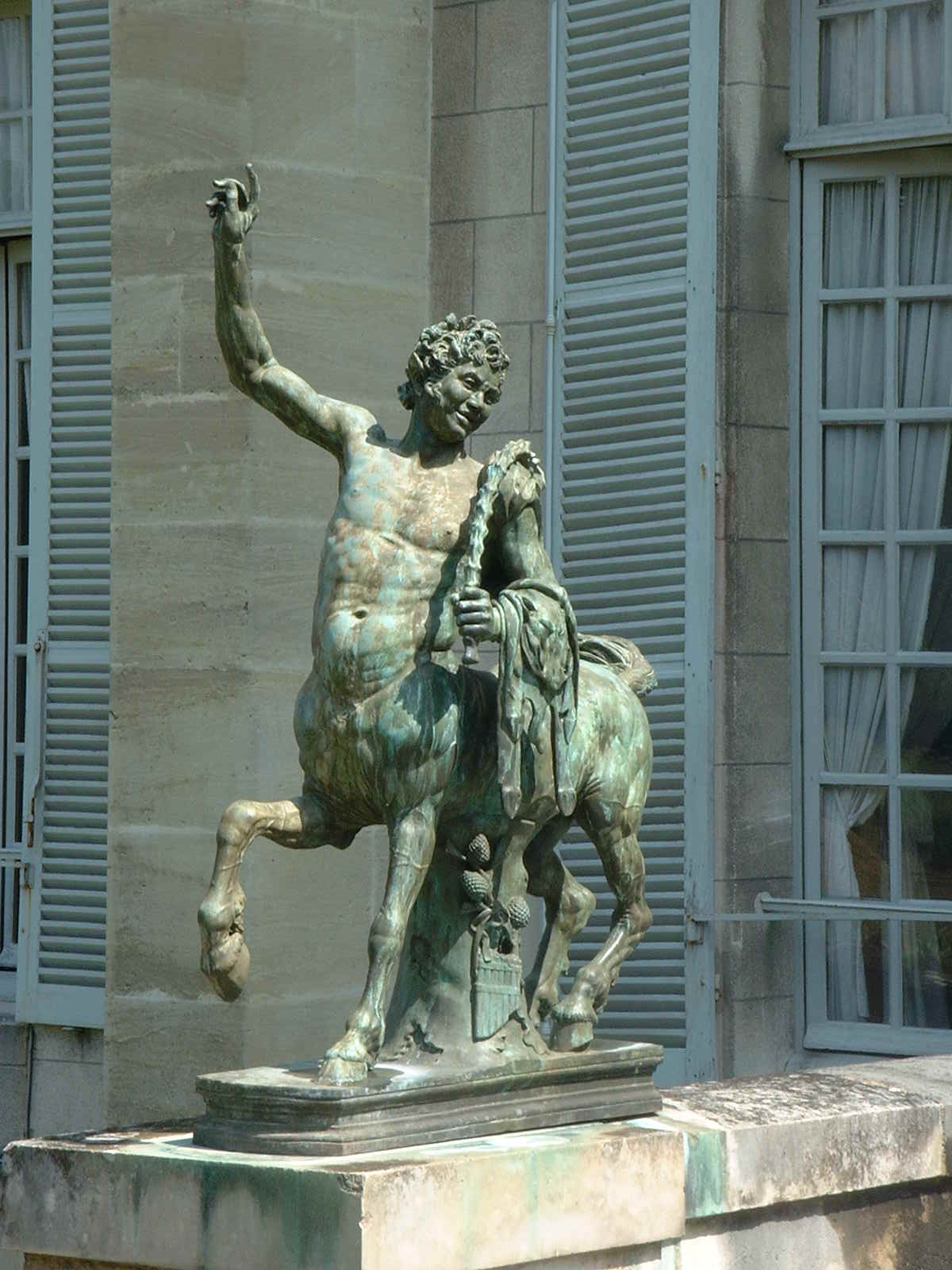
تندیس برنزی سانتور
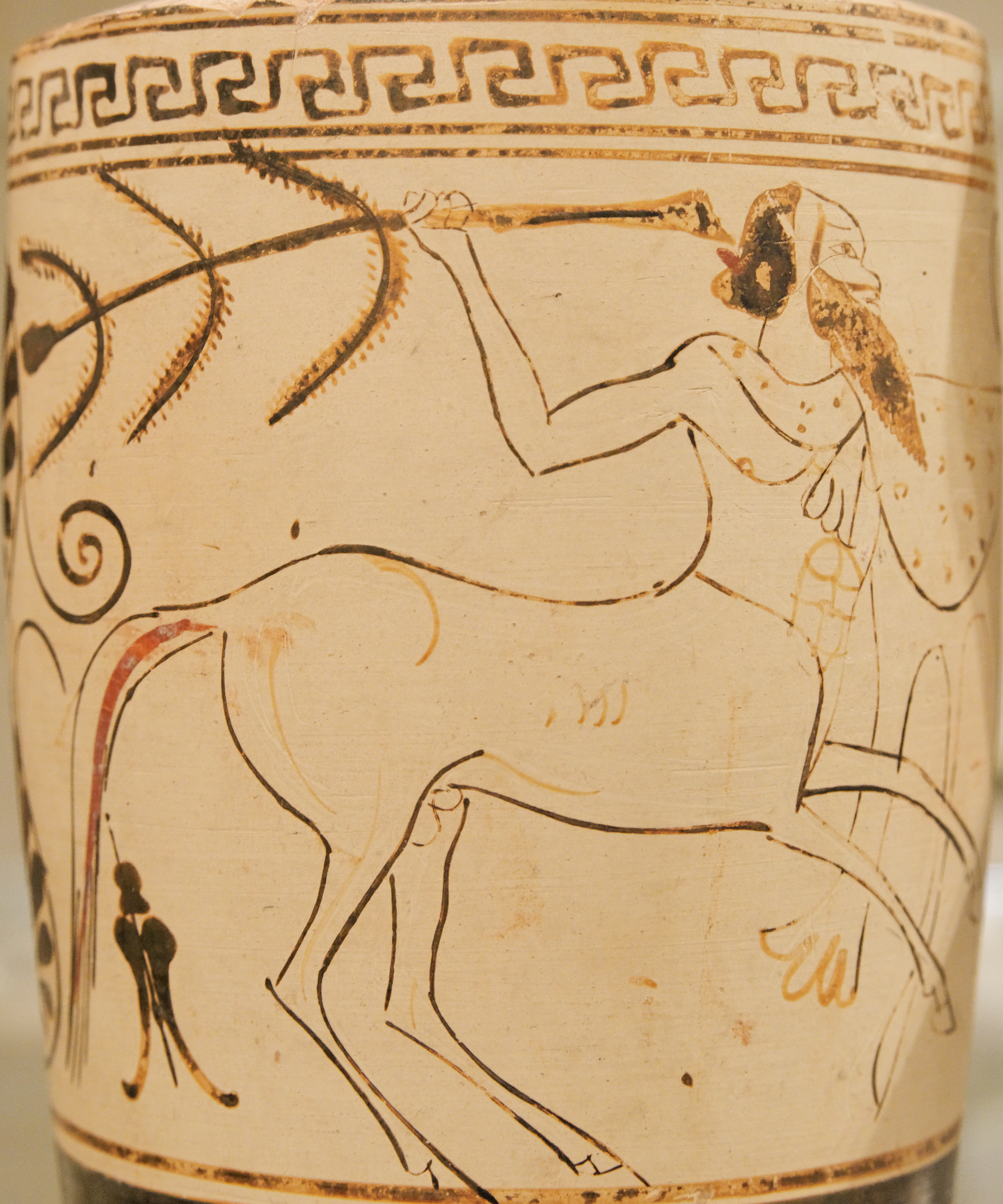
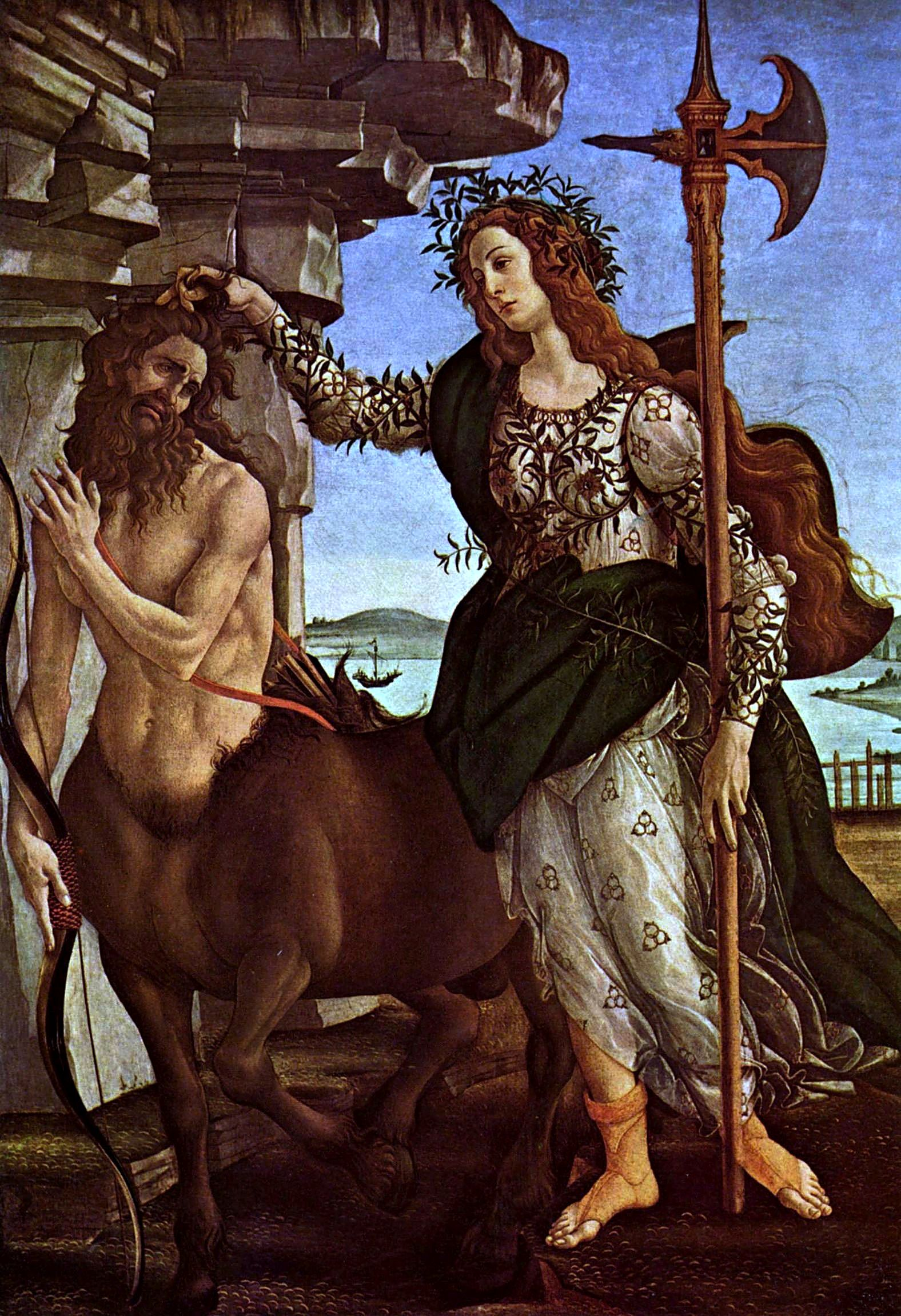
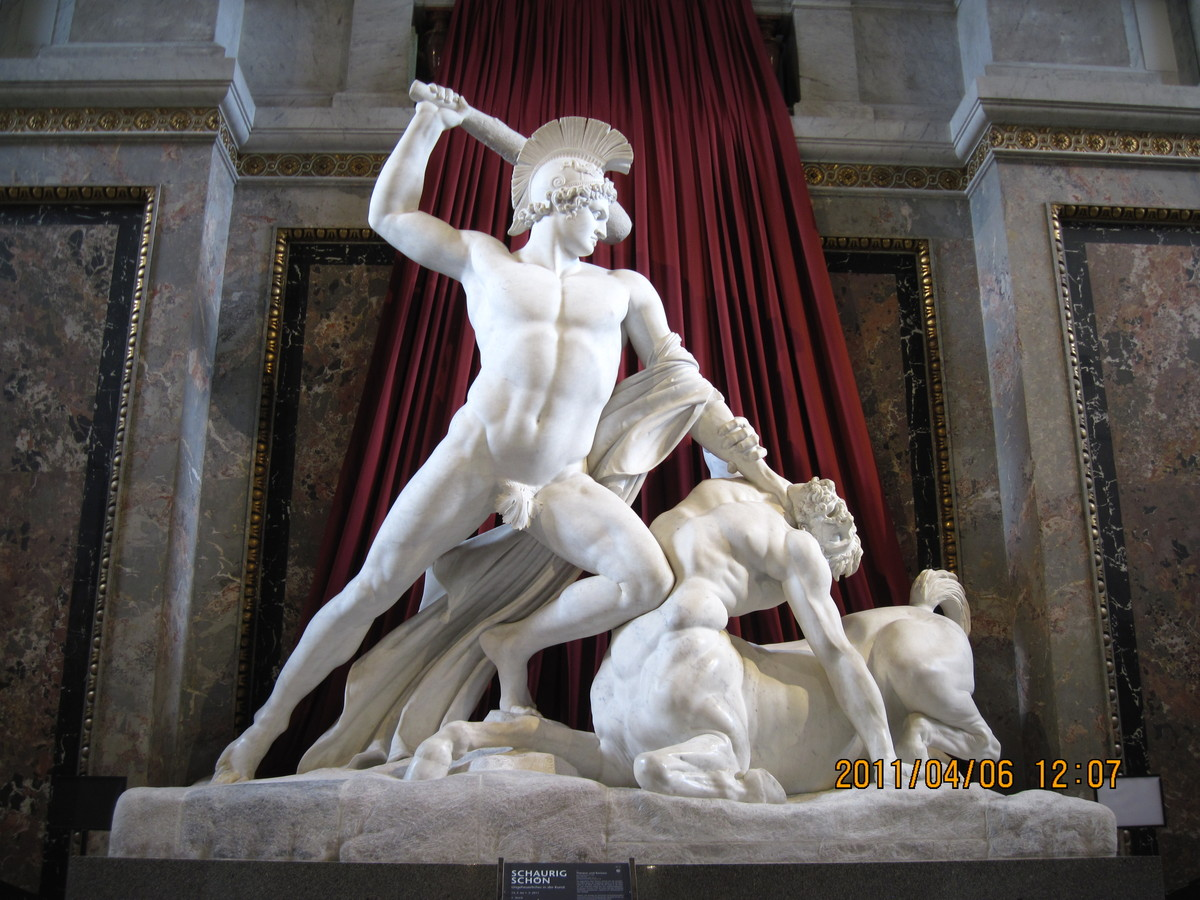
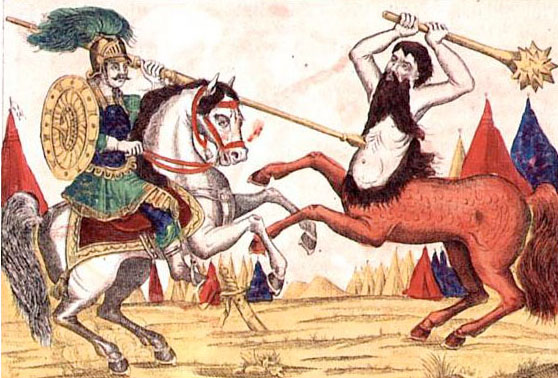
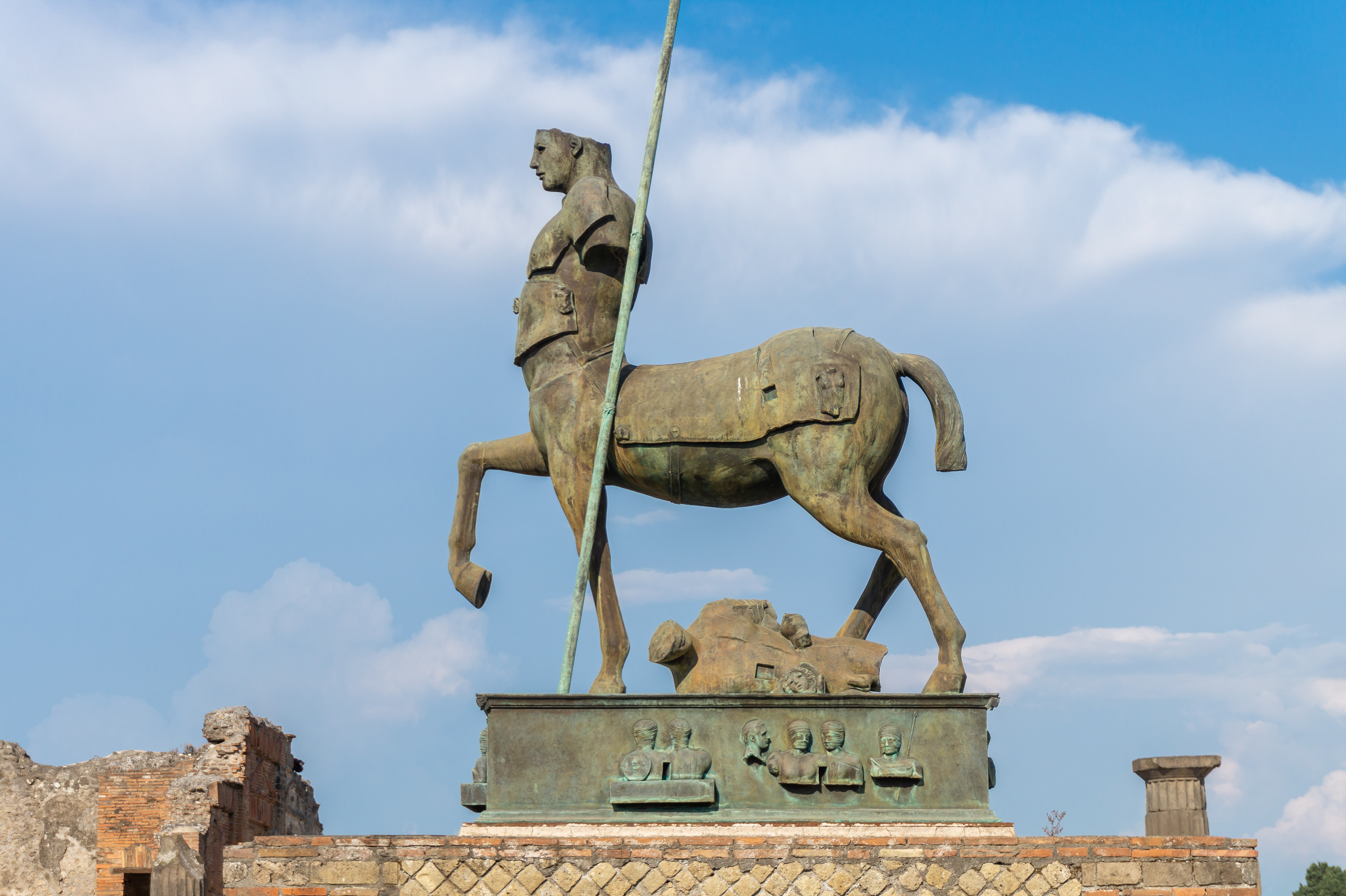
تندیسی از سانتور در فروم پُمپِی